# Dianthus karami
Dianthus karami là loài thực vật có hoa thuộc họ Cẩm chướng. Loài này được (Boiss.) Mouterde mô tả khoa học đầu tiên năm 1958.